# ALL OUT!!
《ALL OUT!!》(올 아웃!!)은 아마세 시오리가 원작한 일본의 만화 작품이다.

## 줄거리
키가 작은 것에 컴플렉스를 가져, 호전적인 성격을 갖게 된 기온 켄지는 현립 카나가와 고교 입학식 당일, 자신과는 반대로 키가 크고 어른 같은 외모의 이와시미즈 스미아키를 만나, 같이 견학하는 형태로 럭비에 입문한다.
어느 인간이라도 주역이 될 수 있다. 볼을 가진 녀석이 주역이라는 말, 그리고 즐거워보이는 볼을 쫓는 부원들의 광경에 이끌려 기온은 입부를 결심한다.
이야기는 이 시점에서 약소팀인 카나가와 고등학교 럭비부를 중심으로 팀의 성장과 부원 개개인이 안고있는 문제의 해결, 라이벌팀과의 교류 그리고 그것을 지켜보는 어른들의 모습이 정중하고 매우 뜨겁게 그려진다.